# Glypheoidea
Glypheoidea is een superfamilie van kreeftachtigen uit de klasse van de Malacostraca (hogere kreeftachtigen).

## Familie
- Glypheidae Winkler, 1882